# Etos

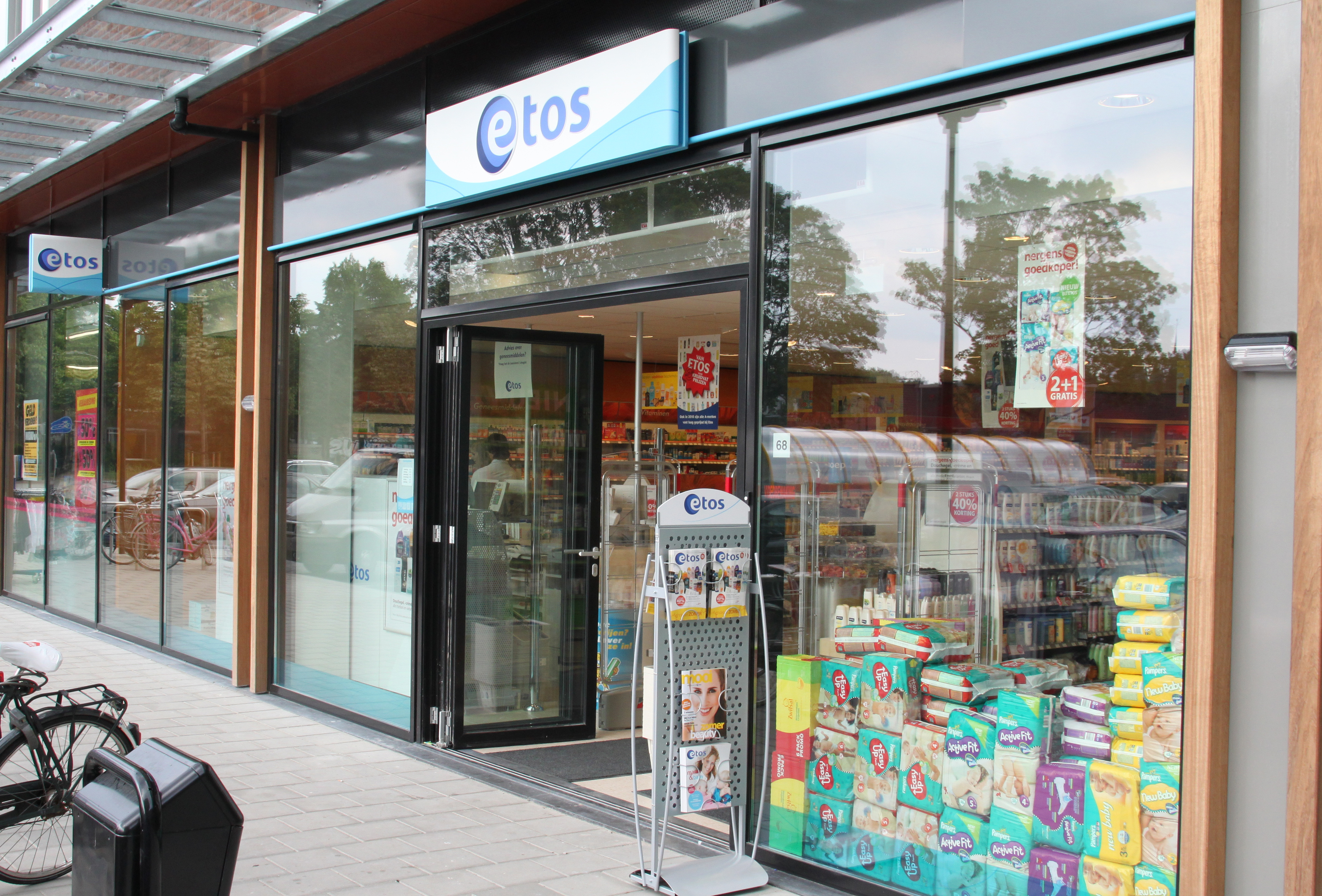
Un magasin Etos à Utrecht aux Pays-Bas en 2010.

Etos est une chaîne de drogueries néerlandaise créée en 1918 par le Royal Philips. Etos était à l'origine l'abréviation du néerlandais « Eendracht Toewijding Overleg Samenwerking » signifiant « Unité, dévotion, consultation et coopération ». Ses principaux concurrents sont Kruidvat, Trekpleister et DA.
Les principaux produits d'Etos sont dans le domaine de soin, beauté et santé. Etos possède environ 500 boutiques une dizaine en Suède ainsi qu'aux Pays-Bas.